# Laguna de Cospeito
Laguna de Cospeito är en periodisk sjö i Spanien.   Den ligger i provinsen Provincia de Lugo och regionen Galicien, i den nordvästra delen av landet, 400 km nordväst om huvudstaden Madrid. Laguna de Cospeito ligger 398 meter över havet.  Omgivningarna runt Laguna de Cospeito är en mosaik av jordbruksmark och naturlig växtlighet.